# Yoshio Harada
Yoshio Harada (原田 芳雄 (Harada Yoshio ?); Tokyo, 29 febbraio 1940 – Tokyo, 19 luglio 2011) è stato un attore giapponese, noto principalmente per aver interpretato personaggi ribelli in una carriera cinematografica dalla durata di oltre 40 anni.

## Biografia
Ha iniziato la sua carriera cinematografica nel 1968 con la pellicola Fukushū no uta ga kikoeru.
È morto il 19 luglio 2011 a 71 anni per carcinoma del colon-retto. La sua ultima apparizione in pubblico è stata a una conferenza per il film Someday.

## Filmografia (parziale)
- Kimi yo fundo no kawa o watare - regia di Jun'ya Satō (1976)
- Yagyū Ichizoku no Inbō - regia di Kinji Fukasaku (1978)
- In trappola - regia di J.F. Lawton (1995)
- Hana yori mo naho - regia di Hirokazu Kore'eda (2006)
- Waters - regia di Ryō Nishimura (2006)
- Nightmare Detective - Il cacciatore di sogni - regia di Shin'ya Tsukamoto (2006)
- Dororo - regia di Akikhiko Shiota (2007)
- Aruitemo aruitemo - regia di Hirokazu Kore'eda (2008)
- Kiseki - regia di Hirokazu Kore'eda (2011)
- Someday  - regia di Junji Sakamoto (2011)

### Doppiaggio
- Legna in Drakengard 2 - videogioco (2005)

## Riconoscimenti
Premio speciale "Miglior Attore dello Yokohama Festival" per il film Someday.

## Nella cultura di massa
Nella serie anime e manga One Piece  l'aspetto fisico del personaggio dell'Ammiraglio Ryokugyu (di cui il vero nome è Aramaki) sembra essere basato su di lui.